# Брама (фільм, 2017)
«Брама» (англ. The Gateway) — українсько-американський художній фільм жахів 2017 року режисера Володимира Тихого. Сюжет фільму базований на культовій п'єсі Павла Ар'є «На початку і наприкінці часів». Світова прем'єра фільму відбулася 28 листопада 2017 року на Талліннському кінофестивалі «Темні ночі». Фільм вийшов у широкий український прокат 26 липня 2018 року.
Стрічка розповідає про сім'ю, що мешкає у Чорнобильській зоні відчуження. Головує у ній баба Пріся, яка товаришує з русалками. З нею живуть онук Вовчик і хвороблива донька Слава, яку покинув чоловік. Несподівано їхнє розмірене життя закінчується — баба Пріся отримує містичне попередження про особисту катастрофу, що станеться найближчим часом, і якій треба запобігти.

## Сюжет
У майже безлюдному селі в Чорнобильській зоні відчуження живуть баба Пріся, її донька Слава та дорослий онук Вовчик. Славу покинув чоловік, тому вона знайшла прихисток біля Чорнобиля у Прісі, але обидві в поганих стосунках. Вовчик — інфантильний і наївний чоловік, який боїться бабусю та потай від неї збирає різні дрібнички в околицях.
До Прісі приїжджає міліціонер Вася, який час від часу привозить припаси. Він пропонує виїхати з зони, адже навколо вештаються бандити, але Пріся проти. Вона переконана, що радіація — це вигадка. Згадуючи минуле, баба закурює самокрутку та розповідає про різних ворогів, що приходили на українську землю. Але потім, як запевняє Пріся, стали прилітати інопланетяни та встановили контакт із радянською владою. В цьому Пріся вбачає причину Чорнобильської катастрофи: людей обманом змусили виселитися, а в Чорнобилі планували створити базу для контактів. Але склалося інакше: тепер інопланетяни проникли у владу й готуються знищити людей.
Пріся знаходить і куштує гриб, що нібито росте раз на сто років і називається «той, що відкриває браму». Після цього вона починає чути невідомий голос. Тим часом у зоні відчуження з'являється таємничий чорний рій.
Вовчик мріє потрапити до Києва, але мати й бабуся ніяк його не пускають. Тоді Вовчик зв'язується зі сталкерами, котрі обіцяють за допомогу привезти йому повію. Слава пригадує як Вовчик ріс хворим у Криму, а чоловік винив її в хворобі сина. Пріся проте вірить, що у Вовчика дар «відати» ліс і він її замінить.
Вовчик розповідає Прісі як зустрів русалку. Він вирушає побачити її ще раз, стикається з темним виром у повітрі та зникає. Слава починає вірити, що передбачення Прісі про скору смерть у будинку були правдиві, але стосувалися не Прісі, а Вовчика. Та Вовчик несподівано повертається наляканий і поранений. Виявляється, його підстрелили бандити з джипа.
Вася відмовляється привезти лікарів і закликає покинути зону відчуження. Молячись Богу, Пріся прокликає бандитів. У рот Васі залітає двоголова муха-мутант, його мучать конвульсії, а потім з Васі вилітає чорний рій.
Пріся вбиває сома, щоб нагодувати ним онука. Вася повертається й розповідає про знахідку джипа без людей і підозрює, що їх убила Пріся. Вася знаходить документ про те, як баба у війну вбила дванадцять нацистів, і вважає це переконливим доказом. Тоді вона кидає в міліціонера ножа і добиває його сокирою.
Слава повертається з міста, кажучи, що на ліки для сина бракує грошей. Пріся проганяє її та наказує без ліків не повертатися. Вона дає дочці свою срібну радянську відзнаку, яку радить продати. Коли Слава йде, Пріся виконує ритуал, щоб обміняти своє життя на порятунок онука. Вона прикликає Залізну бабу, у відповідь прилітає чорний рій і захоплює Вовчика. Пріся бачить на місці Вовчика малого хлопчика, з яким вирушає у легендарну таємну гілку метро, що начебто пролягає під Чорнобилем.
Під час титрів Слава, її чоловік і Вовчик стоять у київському метро. Слава розповідає як знайшла матір і сина мертвими й загинула сама. Її чоловік каже, що за чотири роки помер як бомж, а Вася додає, що його дружина таки завагітніла і народила сина. Пріся з малим онуком їдуть далі в метро.

## У ролях
- Ірма Вітовська — баба Пріся
- Віталіна Біблів — Слава, донька баби Прісі
- Ярослав Федорчук — Вовчик, син Слави
- Дмитро Ярошенко — міліціонер Вася
- Дмитро Тубольцев — Петя, чоловік Слави

## Виробництво

Варіант українського постеру фільму (2018)

### Кошторис
Фільм став одним із переможців Восьмого конкурсного відбору Держкіно і отримав 8,9 млн грн державного фінансування, що складає 50 % від загального кошторису фільму — 17,8 мільйонів гривень.

### Знімання
Фільм знімали у хуторі Граки, за 2,5 км від села Лучанки, Овруцького району на Житомирщині.

## Показ фільму

### На кінофестивалях
Світова прем'єра фільму відбулася 28 листопада 2017 року на Талліннському кінофестивалі «Темні ночі»-2017, де фільм був обраний до офіційного конкурсного відбору. Згодом у квітні 2018 року фільм також брав участь у конкурсі художніх фільмів Віденського міжнародного кінофестивалю «LET'S CEE 2018».
У червні 2019 року фільм представили у конкурсній програмі бразильського кінофестивалю Fantaspoa 2019 у місті Порту-Алегрі, де він здобув перемогу за «найкращий сценарій». Також у червні 2019 року фільм показали на нью-йоркському Кінофестивалі Українського музею (Ukrainian Museum Film Festival 2019).
15 січня 2020 року у позаконкурсній програмі Horisont Øst: Ukraina фільм було предствалено на норвезькому Міжнародному кінофестивалі у Тромсе.

### У кінотеатрах
24 липня 2018 року, за декілька днів до виходу стрічки у широкий український прокат, відбувся передпрем'єрний показ фільму в зоні відчуження ЧАЕС (будинок культури міста Чорнобиль). Фільм вийшов в широкий український прокат 26 липня 2018 року.

### У домашніх умовах
«Брама» доступна для перегляду в українському онлайн-кінотеатрі Sweet.tv.

## Відгуки критиків
Фільм отримав майже одноголосне критичне визнання серед українських кінокритиків. Проте серед звичайних глядачів думки щодо оцінки фільму розділилися. У соцмережі Facebook користувачі долучилося до обговорення фільму, виносячи на загал часто діаметрально протилежні реакції на фільм. Значній частині глядячів метафори, показані на екрані, лишилися заплутаними й незрозумілими. Актриса Ірма Вітовська зіткнулася з численною критикою в особисту адресу.
Як описувала Катерина Сліпченко у «Захід.net», провідна тема «Брами» — це нереалізовані можливості та втрати, зумовлені відчуженістю між людьми. Тому «без містики загалом, легко можна було би обійтись», адже фільм — це «брама у страхи та травми», передусім трагедія роз'єднання людських життів, а не містика.
Валерій Мирний з «НВ» пояснював, що на всіх трьох центральних персонажах «лежить стигма чорнобильців», яка зробила їх вигнанцями та небажаними поза зоною відчуження. Чорнобильська зона постає як «метафора цілої країни, людей якої і в спокої залишити не можуть, і забезпечити гідним життям відмовляються». Хоча фільм не використовує свій потенціал сповна, він є кроком уперед для вітчизняного кінематографа.
Ярослав Підгора-Гвяздовський у виданні «Детектор медіа» зазначав, що фільм оснований на п'єсі Павла Ар'є «На початку та в кінці часів, або Баба Пріся», проте підхід режисера «безумовно оригінальний і напрочуд звабливий». На думку критика, весь фільм тримається на трагікомічному образі баби Прісі, виконаному Ірмою Вітковською. Він же зауважував, що «Брамі» бракує ігор з ракурсом і ефектів у фіналі. Ігор Грабович відгукнувся на тому ж ресурсі, що містична Зона — це «своєрідне втілення метафізичної Вічної України, завжди пригнобленої чужинцями, проте цілком здатної дати відсіч своїм ворогам». В цьому сенсі «Брама» є прикладом «стриманого оптимізму».
Олександра Ринк у «Vertigo» писала, що гнітючий антураж чорнобильського Полісся добре працює на атмосферу фільму, а «Героїня Ірми Вітовської має всі шанси стати одним з перших справді культових персонажів українського кіно». Водночас спецефекти, на думку критика, радше зайві в цій історії про соціальні стигми, котрі перетворюються на стигми релігійні.

## Нагороди та номінації
| Список нагород та номінацій | Список нагород та номінацій | Список нагород та номінацій                   | Список нагород та номінацій                    | Список нагород та номінацій | Список нагород та номінацій |
| Кінофестиваль/Кінопремія    | Рік                         | Категорія                                     | Номінант(и)                                    | Результат                   | Дж                          |
| --------------------------- | --------------------------- | --------------------------------------------- | ---------------------------------------------- | --------------------------- | --------------------------- |
| Премія «Золота дзиґа»       | 19.04.2019                  | Найкращий фільм                               | Брама                                          | Номінація                   | [ 29 ]                      |
| Премія «Золота дзиґа»       | 19.04.2019                  | Найкращий режисер (премія імені Юрія Іллєнка) | Володимир Тихий                                | Номінація                   | [ 29 ]                      |
| Премія «Золота дзиґа»       | 19.04.2019                  | Найкращий актор у головній ролі               | Ярослав Федорчук                               | Номінація                   | [ 29 ]                      |
| Премія «Золота дзиґа»       | 19.04.2019                  | Найкраща акторка у головній ролі              | Ірма Вітовська                                 | Перемога                    | [ 29 ]                      |
| Премія «Золота дзиґа»       | 19.04.2019                  | Найкраща акторка другого плану                | Віталіна Біблів                                | Перемога                    | [ 29 ]                      |
| Премія «Золота дзиґа»       | 19.04.2019                  | Найкращий оператор-постановник                | Слава Цвєтков                                  | Номінація                   | [ 29 ]                      |
| Премія «Золота дзиґа»       | 19.04.2019                  | Найкращий сценарист                           | Павло Ар'є, Володимир Тихий                    | Номінація                   | [ 29 ]                      |
| Премія «Золота дзиґа»       | 19.04.2019                  | Найкращий композитор                          | Антон Байбаков                                 | Перемога                    | [ 29 ]                      |
| Премія «Золота дзиґа»       | 19.04.2019                  | Найкраща пісня                                | «Не метелиця лугом стелиться» (Ірма Вітовська) | Номінація                   | [ 29 ]                      |
| Премія «Золота дзиґа»       | 19.04.2019                  | Найкращий звукорежисер                        | Михайло Закуцький                              | Номінація                   | [ 29 ]                      |
| Премія «Золота дзиґа»       | 19.04.2019                  | Найкращий художник із гриму                   | Катерина Струкова                              | Перемога                    | [ 29 ]                      |
| Премія «Золота дзиґа»       | 19.04.2019                  | Найкращий художник з костюмів                 | Олена Гресь                                    | Номінація                   | [ 29 ]                      |